# Thuế quan
Thuế quan hay thuế xuất nhập khẩu là tên gọi chung để gọi hai loại thuế trong lĩnh vực thương mại quốc tế. Đó là thuế nhập khẩu và thuế xuất khẩu. Thuế nhập khẩu là thuế đánh vào hàng hóa nhập khẩu, còn thuế xuất khẩu là thuế đánh vào hàng hóa xuất khẩu. Hiện nay, thuế quan là một trong những công cụ bảo hộ thương mại được sử dụng rộng rãi nhất, bên cạnh hạn ngạch xuất nhập khẩu.
Trong thời cổ đại và trung cổ, thuế xuất-nhập khẩu còn được các chính quyền địa phương thu, nhưng hiện nay điều này là rất hiếm và thông thường nó được nhà nước giao cho một tổ chức nhà nước chuyên trách về thuế xuất-nhập khẩu là hải quan thực hiện công việc kiểm tra, tính và thu thuế. Về mặt nguyên tắc, thuế xuất nhập khẩu phải được nộp trước khi thông quan để người xuất khẩu có thể giao hàng hóa cho người chuyên chở hay người nhập khẩu có thể đưa mặt hàng nhập khẩu vào lưu thông trong nội địa, trừ khi có các chính sách ân hạn thuế hay có bảo lãnh nộp thuế, nên chúng có thể coi là một trong những loại thuế dễ thu nhất, và chi phí để thu thuế xuất-nhập khẩu là khá nhỏ.
Trong thời đại ngày nay, các chính sách về thương mại, thuế và thuế quan thường được xếp cùng nhau do ảnh hưởng chung của chúng đối với các chính sách công nghiệp, chính sách nông nghiệp và chính sách đầu tư. Các khối thương mại là nhóm các quốc gia liên minh thỏa thuận giảm thiểu hay loại trừ thuế quan đối với thương mại trong khối, cũng như khả năng áp đặt thuế quan có hiệu quả lên hàng nhập khẩu từ ngoài khối hay hàng xuất khẩu ra ngoài khối. Liên minh hải quan của khối thường có biểu thuế quan ngoài chung, và theo các quy định đã thỏa thuận thì các quốc gia thành viên chia sẻ các khoản thu nhập từ thuế quan đối với hàng hóa nhập khẩu vào trong khối.
Buôn lậu trong lĩnh vực thương mại quốc tế là hành vi mà một số tổ chức, cá nhân thực hiện trái luật để trốn thuế xuất-nhập khẩu.

## Mục đích
Thuế nhập khẩu có thể được dùng như công cụ bảo hộ mậu dịch: 
- Giảm nhập khẩu bằng cách làm cho chúng trở nên đắt hơn so với các mặt hàng thay thế có trong nước và điều này làm giảm thâm hụt trong cán cân thương mại.
- Chống lại các hành vi phá giá bằng cách tăng giá hàng nhập khẩu của mặt hàng phá giá lên tới mức giá chung của thị trường.
- Trả đũa trước các hành vi dựng hàng rào thuế quan do quốc gia khác đánh thuế đối với hàng hóa xuất khẩu của mình, nhất là trong các cuộc chiến tranh thương mại.
- Bảo hộ cho các lĩnh vực sản xuất then chốt, chẳng hạn nông nghiệp giống như các chính sách về thuế quan của Liên minh châu Âu đã thực hiện trong Chính sách nông nghiệp chung của họ.
- Bảo vệ các ngành công nghiệp non trẻ cho đến khi chúng đủ vững mạnh để có thể cạnh tranh sòng phẳng trên thị trường quốc tế.

Thuế xuất khẩu có thể được dùng để: 
- Giảm xuất khẩu do nhà nước không khuyến khích xuất khẩu các mặt hàng sử dụng các nguồn tài nguyên khan hiếm đang bị cạn kiệt hay các mặt hàng mà tính chất quan trọng của nó đối với sự an toàn lương thực hay an ninh quốc gia được đặt lên trên hết.

Thuế xuất nhập khẩu có thể được dùng để tăng thu ngân sách cho nhà nước.
Tùy từng nhu cầu mà một hay vài mục đích nói trên được đề cao. Khi bị xác định là có mục đích bảo hộ mậu dịch, thuế nhập khẩu có thể trở thành đối tượng bị nước ngoài đòi cắt giảm.

## Phân tích kinh tế

### Tác động của thuế nhập khẩu đến nền kinh tế
Khi đánh thuế nhập khẩu, người sản xuất hàng trong nước được lợi nhưng người tiêu dùng bị thiệt hại vì nó làm tăng giá của hàng nhập khẩu từ mức giá thế giới lên bằng với giá thế giới cộng với thuế nhập khẩu. Đồ thị này chỉ ra tác động của thuế nhập khẩu:
- Khi thực hiện thương mại tự do cân bằng thị trường như sau: người tiêu dùng muốn mua một số lượng Qd hàng hoá ở mức giá thế giới trong khi những nhà sản xuất trong nước chỉ sản xuất một số lượng Qs ở mức giá thế giới. Bằng cách nhập khẩu phần thiếu hụt (chênh lệch giữa Qd và Qs) ở mức giá thế giới, người tiêu dùng có thể thoả mãn toàn bộ nhu cầu ở mức giá này.
- Khi có thuế nhập khẩu cân bằng thị trường như sau: giá hàng hoá trong nước bị tăng lên đến mức bằng giá thế giới cộng với thuế nhập khẩu kích thích những nhà sản xuất trong nước sản xuất thêm, đẩy sản lượng sản xuất trong nước từ Qs lên Qs'. Tuy nhiên do giá tăng nên cầu của người tiêu dùng bị kéo từ Qd xuống Qd'. Rõ ràng việc giá bị đẩy lên cao đã làm cho người tiêu dùng phải trả thêm một khoản tiền bằng diện tích của hình chữ nhật CEGH để mua số lượng hàng Qd'. Khoản trả thêm này một phần (bằng diện tích hình BCEF) được chuyển cho chính phủ dưới dạng thuế nhập khẩu thu được, một phần (bằng diện tích hình AFGH) được chuyển thành lợi nhuận của nhà sản xuất trong nước do vậy hai phần này không làm thiệt hại lợi ích tổng thể của quốc gia. Tuy nhiên phần diện tích hình ABF đã bị mất trắng, đây chính là tổn thất của xã hội để chi phí cho sự yếu kém của những nhà sản xuất trong nước. Diện tích hình ECD lại là một tổn thất nữa khi độ thoả dụng của người tiêu dùng bị giảm sút: thay vì có thể tiêu thụ Qd hàng hoá, do có thuế nhập khẩu họ chỉ có thể tiêu dùng Qd' mà thôi.

Tóm lại, thuế nhập khẩu dẫn đến cả thu nhập chuyển giao từ người tiêu dùng sang chính phủ và nhà sản xuất trong nước đồng thời gây tổn thất lợi ích ròng của toàn xã hội. Do những tác động ấy, nó khuyến khích sản xuất phi hiệu quả trong nước, làm cho người tiêu dùng giảm sút độ thoả dụng do phải tiêu dùng ít đi nhưng nó tạo ra nguồn thu cho chính phủ.

## Tác động của thuế quan
- Hiệu ứng tiêu dùng
- Hiệu ứng sản xuất
- Hiệu ứng thương mại
- Hiệu ứng doanh thu
- Hiệu ứng phân phối lại thu nhập

### Quốc gia đang phát triển
- Thuế quan của quốc gia đang phát triển không thể gây ảnh hưởng đến thị trường thế giới.

### Quốc gia phát triển
- Giá nội địa của hàng hóa nhập khẩu tăng lên.
- Chính phủ nhận được một khoản thu từ thuế.
- Có sự phân phối lại thu nhập.